# من پلکان ترقی تو نیستم
«من پلکان ترقی تو نیستم» (به انگلیسی: I'm Not Your Steppin' Stone) ترانه‌ای است که تامی بویس و بابی هارت آن را نوشته‌اند. این ترانه اولین بار در سال ۱۹۶۶ توسط گروه پاول رویر اند د رایدرز ضبط و در ماه مه همان‌سال در آلبوم سواری نیمه‌شب منتشر شد.
چند ماه بعد گروه مانکیز «من پلکان ترقی تو نیستم» را بازخوانی کردند و در قالب تک‌آهنگ روانهٔ بازار کردند. نسخهٔ اجرا شده توسط مانکیز مورد توجه قرار گرفت و در زمان انتشارش تا ردهٔ بیستم جدول ۱۰۰ ترانهٔ پرفروش ایالات متحده صعود کرد.
فریدون فروغی آهنگ شیاد که با نام‌های حقه و مشتی ماشالا نیز شناخته میشود را با ترانه سرایی فرهنگ قاسمی، از روی این آهنگ تنظیم و  اجرا کرده است.